# Granat RGD-5
Granat odłamkowy RGD-5 – radziecki i rosyjski granat obronny.
Wprowadzony do służby w 1954 roku. Korpus: stalowy, dwuczęściowy, gładki, przez co sprawia wrażenie granatu zaczepnego, wyposażony w prefragmentowaną wkładkę, dającą ok. 300 odłamków. W kształcie owalny, wysoki na 117 mm, szeroki na 58 mm. Jako materiał wybuchowy wykorzystywał 110 gramów Trotylu. Wykorzystuje standardowy zapalnik UZRGM, inicjujący ładunek trotylu, którym wypełniony jest granat Ponadto granat RDG-5 mógł być wykorzysytwany jako granat nasadkowy do AK-47. Efektywna odległość miotania granatu nasadkowego wynosiła około 150 metrów.

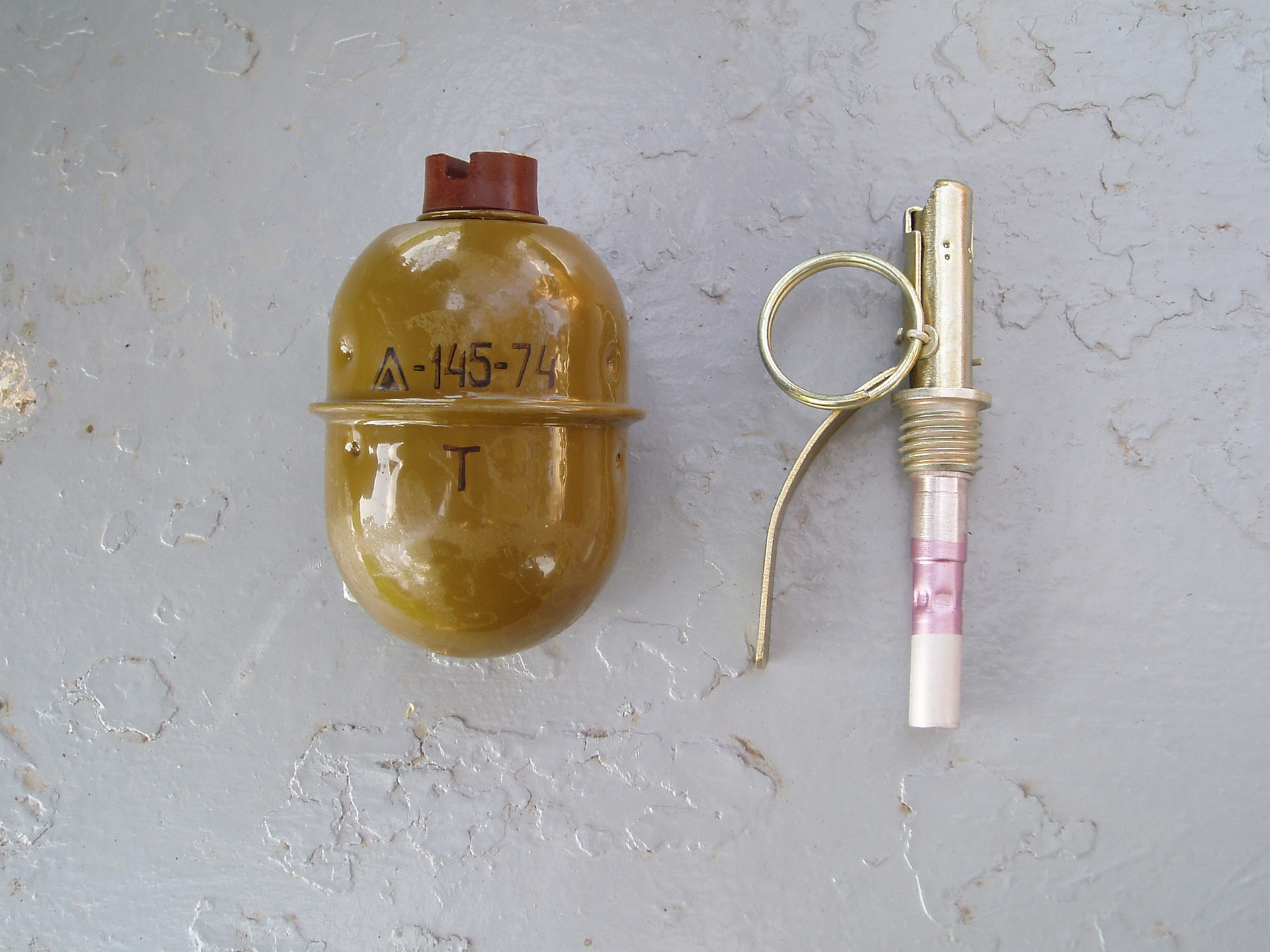
Granat RGD-5 i zapalnik do niego